# The Show-Off (1946)
The Show-Off is een Amerikaanse filmkomedie uit 1946 onder regie van Harry Beaumont. Het scenario is gebaseerd op het gelijknamige toneelstuk uit 1924 van de Amerikaanse auteur George Kelly.

## Verhaal
De winkelbediende J. Aubrey Piper heeft de neiging om zaken te overdrijven om indruk te maken op mensen. Hij schept onder meer op over zijn bezoek aan China, zijn geliefde en zijn werk. Door zijn sterke verhalen komt hij in de problemen.

## Rolverdeling
| Acteur            | Personage         |
| ----------------- | ----------------- |
| Red Skelton       | J. Aubrey Piper   |
| Marilyn Maxwell   | Amy Fisher        |
| Marjorie Main     | Mevrouw Fisher    |
| Virginia O'Brien  | Hortense          |
| Eddie Anderson    | Eddie             |
| George Cleveland  | Pa Fisher         |
| Leon Ames         | Frank Harlin      |
| Marshall Thompson | Joe Fisher        |
| Jacqueline White  | Clara Harlin      |
| Wilson Wood       | Horace Adems      |
| Lila Leeds        | Flo               |
| Emory Parnell     | Mijnheer Appelton |